# TV 400
TV400 was een Zweedse televisiezender die zich richt op entertainment voor een jonger publiek. De eerste uitzending was in 2005. Het is een onderdeel van TV 4 AB. Sinds 19 januari 2011 is de naam van het kanaal TV11.